# Bow Lake (Alberta)
Bow Lake is een gletsjermeer en onderdeel van de rivier de Bow in de Canadian Rockies in Alberta, Canada. Het meer ligt ten oosten van de bergketen Waputik. Het meer ligt op een hoogte van 1920 meter, heeft een oppervlakte van 3,21 km², met een maximale breedte van 1,2 kilometer en een maximale breedte van 3,2 kilometer.
Bow Lake is een van de meren langs de Icefields Parkway in Nationaal park Banff en Nationaal park Jasper, zoals de meren Hector Lake, Lake Louise, Peyto Lake, Mistaya Lake, Waterfowl Lakes, Chephren Lake en Sunwapta Lake.
Bow Lake ligt het dichtst nabij de bovenloop van de Bow River.
- Library of Congress Control Number: sh98005239
- Nationale Bibliotheek van Israël: 987007537374605171
- Virtual International Authority File: 315138231